# مانزیا
مانزیا (به فرانسوی: Manziat) یک کمون در فرانسه است که در Canton of Bâgé-le-Châtel واقع شده‌است.

## خصوصیات
مانزیا ۱۲٫۶۳ کیلومترمربع مساحت و ۱٬۸۹۲ نفر جمعیت دارد و ۲۰۰ متر بالاتر از سطح دریا واقع شده‌است.